# Сент-Рюффин
Сент-Рюффин (фр. Sainte-Ruffine) — коммуна на северо-востоке Франции, регион Гранд-Эст (бывший Эльзас — Шампань — Арденны — Лотарингия), департамент Мозель. Входит в кантон Арс-сюр-Мозель.

## Географическое положение

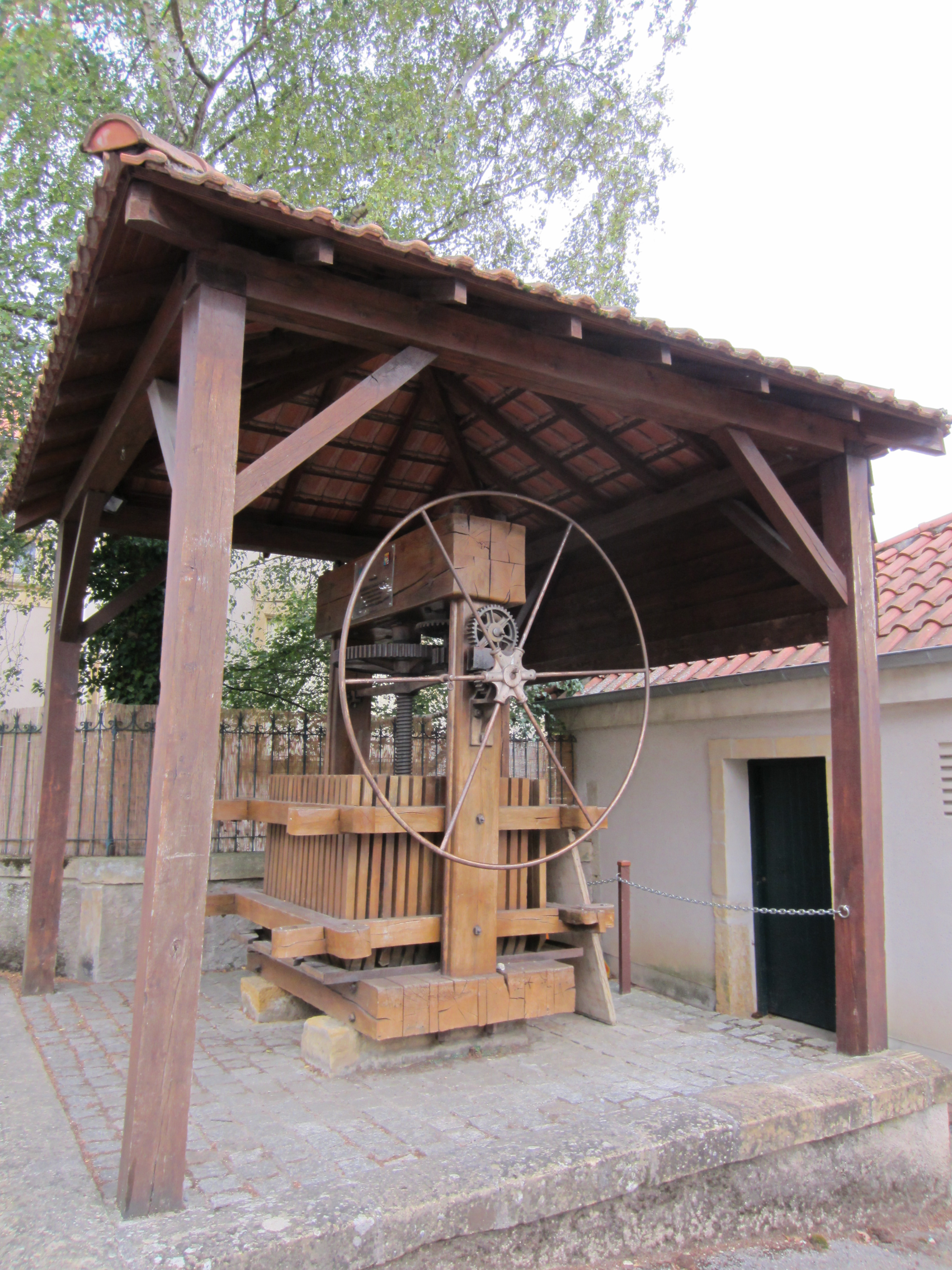
Пресс в Сент-Рюффине.

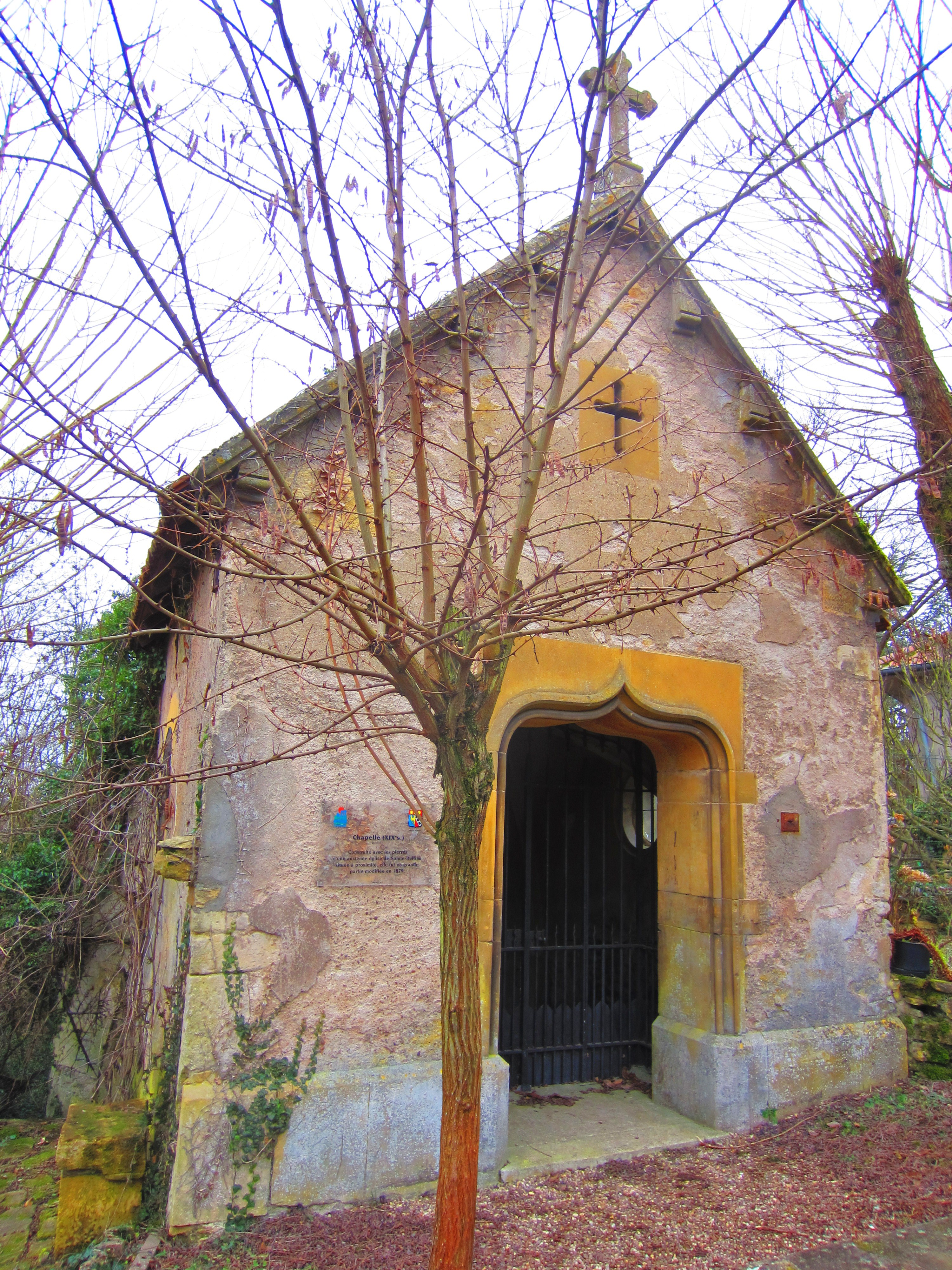
Часовня Сен-Рюффин (XVIII век).

Сент-Рюффин расположен в 280 км к востоку от Парижа и в 7 км к западу от Меца. 

## История
- Следы древнеримских терм II века и виллы, остатки римской дороги Трир — Реймс.
- Город виноделов долины Меца, в средние века был частью мозельских земель.
- В средние века был частью мозельских земель.
- Во время осды Меца 1444 года Сент-Рюффин был оккупирован герцогом Лотарингии Рене I.

## Демография
По переписи 2011 года в коммуне проживало 527 человек.

## Достопримечательности
- Усадьба сеньора (1577).
- Старинные дома 1575, 1577 годов.
- Замок Бюзеле (XVIII век).
- Церковь Сент-Рюффин (1726) на месте средневековой церкви.
- Часовня Сен-Рюффин (XVIII век).